# Dubbelglas

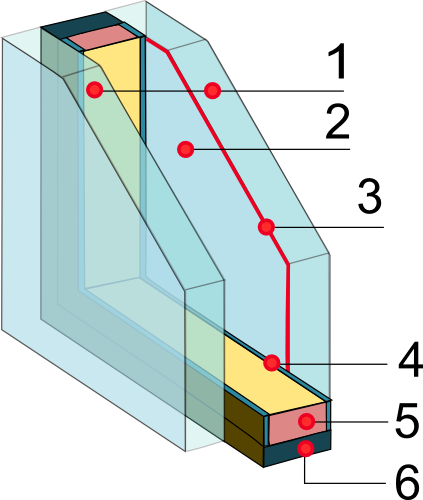
Schematische weergave dubbelglas
1 = glas
2 = (lucht)spouw
3 = coating
4 = afdichting
5 = vochtabsorberend materiaal
6 = afdichting

Dubbelglas bestaat minimaal uit twee glasplaten die op een bepaalde afstand van elkaar luchtdicht met elkaar zijn verbonden, zodat een isolerende ruimte tussen de glasplaten (de spouw) ontstaat. Dubbelglas wordt toegepast in kozijnen, ramen en deuren van gebouwen voor warmte-isolatie, veiligheid, zonwering en geluidsisolatie.

## Inleiding
Bij enkelglas zal de vochtige lucht binnenshuis aan het glas afkoelen en als de temperatuur van het glasoppervlak daalt tot onder het dauwpunt zal condensatie op de ruit optreden. Het glas geleidt de warmte door naar buiten.
Bij dubbelglas wordt de ruit dubbel uitgevoerd zodat een tussenruimte, spouw genoemd, ontstaat met daarin droge lucht of een inert gas. Omdat lucht een hoge warmteweerstand heeft, wordt er minder warmte doorgegeven. De lucht in de tussenruimte - de spouw - moet zo droog mogelijk zijn, omdat anders condensatie zou optreden. Dit kan men merken aan een wazige schijn in de ruit of soms zelfs water beneden in de ruit.
Warmtetransport door de luchtlaag gebeurt door convectie (het circuleren van de lucht binnenin het dubbelglas) en straling. Door het gebruik van zwaardere (edel)gassen wordt de warmteoverdracht door convectie verminderd. Ook kan het glas drievoudig zijn uitgevoerd met twee luchtlagen (bij één dikke luchtlaag zou te veel circulatie van de lucht optreden).
De naam Thermopane wordt vaak gebruikt als synoniem voor isolerend dubbelglas. Het is echter een merknaam voor een speciaal type dubbelglas dat van 1948 tot 1993 geproduceerd werd door de firma Glaverbel. Het bestond uit twee glasbladen die aan elkaar gesoldeerd waren met een strip lood met een luchtspouw van 6, 9, 12 of 15 mm breedte. De spouw tussen de glasbladen werd gevuld met een droge lucht en in latere instantie door er een buisje met droogmiddel (moleculairzeef) in te solderen. Het product verdween van de markt omdat bij dit type dubbelglas géén HR-coating gebruikt kon worden. De fabrikant geeft op dat er in de loop der jaren 30 miljoen m2 van dit glas geleverd is.
Tegenwoordig wordt dubbelglas gemaakt door tussen de glasbladen een holle metalen (aluminium) buis aan te brengen met een dubbele kitafdichting als verbinding tussen de glasplaten. De binnenste kitlaag is butyl. Dit is een sterk hechtende plastische kit die de ruiten en de afstandhouder bij elkaar houdt. Deze kit is UV-bestendig. De afdichtingskit bestaat uit polysulfide of polyurethaan en heeft als doel de ruit waterdampdicht te maken, maar is niet UV-bestendig en moet dus altijd goed beschermd worden tegen zoninstraling. De afstandhouder is gevuld met een droogmiddel (moleculairzeef of silicagel) die de waterdamp uit de spouw moet absorberen. Is dit droogmiddel verzadigd met vocht, dan is de ruit 'lek' en gaat hij aan de spouwzijde beslaan. De ruit kan nu niet meer gerepareerd worden en moet vervangen worden.

## HR- ofwel hoogrendementsglas
HR-beglazing (ofwel hoogrendementsglas) is dubbelglas (zie hierboven) met een extra toevoeging aan het glas of variatie en toevoeging in de spouw. 
Om stralingswarmte tegen te houden, wordt het glas van een dun metaallaagje (coating) voorzien. Het laagje metaal is zo dun, dat het nauwelijks waar te nemen is, het laat het zichtbare licht voor het grootste deel door (lichttransmissie LTA circa 79%). Hoe effectiever dit metaallaagje werkt, hoe beter de isolatiewaarde. De verschillen in warmte-isolatie worden bovendien bereikt doordat verschillende spouwbreedten al dan niet in combinatie met een andere spouwvulling dan lucht, bijvoorbeeld argon of krypton toegepast worden. Om het verschil in werking aan te duiden wordt het HR, HR+ of HR++ glas genoemd.
Per 1 juli 2008 is de HR-classificatie gewijzigd voor producenten die leveren met een KOMO-keur. Vanaf deze datum wordt ingedeeld op basis van de daadwerkelijk behaalde isolatiewaarde van de desbetreffende ruit. De isolatiewaarde wordt vaak uitgedrukt in de U-waarde. De U-waarde (eenheid: W/m2K) geeft aan hoeveel warmte er per vierkante meter en per graad temperatuurverschil tussen beide zijden wordt doorgelaten. Hoe lager de U-waarde, hoe beter de isolatie.
HR glas heeft een U-waarde van 2,0 tot 1,7. Voor HR+ glas geldt een U-waarde van 1,6 tot 1,3. HR++ glas bezit een U-waarde van 1,2 W/m2K of lager. Modern HR++ glas (5-15-4 (van buiten naar binnen) argongas gevuld) behaalt inmiddels een U-waarde (warmtetransmissie) van 0,9 W/m2K volgens de norm EN 1279.
Een veelvoorkomend probleem is dat het huidige HR++ glas te dik is om in oude houten deuren en ramen te plaatsen. Hierdoor gebruikt men voor deze toepassing soms HR+ (9-12mm argongas spouw) in draaiende delen. Of men zaagt de sponning schoon en plaatst aan beide kanten nieuwe glaslatten.
Zonlicht is kortgolvig en wordt door de coating voor het grootste deel doorgelaten (zontoetredingsfactor ZTA = circa 63%). Zodra zonlicht op een voorwerp valt warmt dit voorwerp op, zodoende helpt een hogere ZTA van het glas om het huis op te warmen. Warme voorwerpen zenden zelf zwart lichaam straling uit (denk maar aan de infraroodcamera), door deze straling tegen te houden helpt het metaallaagje op het HR-glas om de U-waarde naar beneden te brengen.
De coating wordt onder vacuüm op het glas gesputterd. Het werkzame metaal is zilver, maar er worden andere metalen gebruikt voor de hechting op het glas en tegen de zichtbare reflectie, bijvoorbeeld zink.
Dubbelglas kan ook zonwerend zijn. De coatings zijn dan dikker en uit meerdere metalen opgebouwd. De zontoetredingsfactor (ZTA) kan dan teruggebracht worden tot 20 %. De lichttransmissie (LTA) gaat dan echter ook omlaag.
Drievoudig glas is een ontwikkeling die van de Scandinavische landen via Duitsland naar Nederland is overgewaaid.
Het wordt meestal aangeduid met de term triple glas of HR+++ glas. Sinds juni 2012 bestaat er voor drievoudig geïsoleerd glas een KOMO® keurmerk uitgegeven door KIWA, namelijk HR3® glas. HR3® glas heeft een U-waarde van 0,7 W/m2K of lager. Drievoudig glas met coatings en gasvulling kan een U-waarde bereiken tot wel 0,4 W/m2K.

## Vacuümglas
Vacuümglas bestaat net als dubbelglas uit twee glasplaten van 3 of 4 millimeter dikte, de spouw tussen de glasplaten is slechts 0,2 millimeter dik en wordt vacuüm gezogen. De glasplaten worden door kleine afstandhouders van 0,2 millimeter hoog en met een diameter van 0,5 millimeter op hun plaats gehouden. De afstandhouders liggen in een raster van hart op hart van 30 millimeter over het glas verdeeld. Door de geringe dikte van het glaspaket 6,2 millimeter is het goed toepasbaar in kozijnen en ramen met een kleine sponningdiepte.
Voordelen van vacuümglas ten opzichte van standaard HR++ glas:
- lichter in gewicht;
- door de geringe dikte toe te passen in oude panden.

Nadeel:
- duur bij kleine hoeveelheden.

## Geluidsisolatie
Dubbelglas houdt veel geluid tegen. Voor geluidsisolatie werkt een bredere spouw tussen het glas beter. Vijf of zelfs tien millimeter doet het veel slechter dan 8–16 mm. De warmte-isolatie wordt daardoor wel iets minder. Wie zowel warmte als geluid heel goed wil isoleren, kan het beste dubbelglas plaatsen, met diverse millimeters daarvoor nog een enkele of dubbele ruit. Twee verschillende dikten glas per dubbelglas helpt ook tegen geluid. Het dikkere glas hoort dan aan de buitenkant. Iedere glasplaat heeft namelijk een bepaalde resonantie, waarbij het meetrilt met het geluid. Bij gelijke dikte van het glas zouden ze dezelfde resonantie kunnen hebben, en die frequentie zou dan te veel doorgelaten worden.

## Brandwerend isolatieglas
In het bouwbesluit staat de eis dat een bouwwerk in 1 of meer brandcompartimenten moet worden onderverdeeld. Tussen deze brandcompartimenten moet een brandwerendheid van 20, 30 of 60 minuten weerstand bij branddoorslag en brandoverslag (kortweg WBDBO) zitten. In sommige gevallen is er sprake van een horizontale brandwerendheid, dat wil zeggen dat elke bouwlaag een brandcompartiment is. Als dit het geval is, en het isolatieglas is niet brandwerend, kan er brandoverslag via de buitenlucht plaatsvinden. In sommige gevallen zal hier dan brandwerend isolatieglas worden toegepast. De constructie waarin het brandwerende isolatieglas geplaatst wordt dient in zijn geheel te voldoen aan de NEN 6069.

## Zonwerend isolatieglas
In gebouwen en woningen met veel glas kan door gebruik van zonwerend isolatieglas een comfortabel binnenklimaat gecreëerd worden. Aan de binnenkant van het zonwerende isolatieglas wordt een flinterdunne metaallaag aangebracht. Deze zorgt ervoor dat de zontoetredingsfactor (ZTA) laag wordt. De metaallaag zorgt er tevens voor dat de warmte die reeds in de woning aanwezig als het ware terugkaatst.
Zonwerend isolatieglas wordt veel verwerkt in serrebouw.

## Inbraakwerende beglazing
Glas kan ook inbraakwerend zijn. Maar het is niet juist dat dubbelglas/isolatieglas op zich al inbraakwerend is. Dubbelglas/isolatieglas is meestal samengesteld uit twee glasplaten met daar tussen een luchtspouw. Meestal zijn deze glasplaten vier of vijf mm dik. Voor een inbreker betekent dit dus simpelweg twee keer slaan om het dubbelglas kapot te maken. In het kader van inbraakwerendheid stelt gewoon dubbelglas dus niets voor.
Om glas inbraakwerend te maken wordt een van de glasplaten aan de binnenzijde voorzien van een dunne kunststof folie van bijvoorbeeld polyvinylbutyral (PVB) met een dikte van circa 0,4 mm. Deze folie wordt op onderdruk op de glasplaat gesmolten en is geheel transparant en taai. Bij breken van het glas houdt de folie het glas bij elkaar. Ook bestaat draadglas, glas gewapend met metalen draden in het glas. Door het metaaldraad in het glas wordt het niet alleen steviger, maar krijgt het ook een inbraakvertragende werking. Daarom draadglas ook vaak toegepast bij schuurdeuren en kelderramen. Bovendien houdt het gaaswerk bij een eventuele breuk van de ruit de glasscherven bij elkaar, waardoor er minder kans is op letsel.

## Veiligheidsglas
Dubbelglas is ook verkrijgbaar als veiligheidsglas: te voorkomen dat personen er doorheen kunnen vallen (doorvalveilige constructie: zie #Inbraakwerende beglazing) en om letsel bij breuk te voorkomen (zie #Inbraakwerende beglazing), of brandwerend om een brand zich niet verder uit te laten breiden en verspreiding van rook te stoppen (constructie: hiervoor wordt gehard glas gebruikt). Het gebruik van veiligheidsglas is volgens de NEN 3569 norm (2020) verplicht voor verticaal geplaatst vlakglas wanneer dit toegepast wordt als bouwproduct voor gebouwen en bouwwerken en met alle dagmaten groter dan 150mm. De norm geldt wanneer het geplaatste glas bereikbaar is voor volwassenen en kinderen. Voorbeeld: grote schuifdeuren in woningen.

## Veelvoorkomende klachten en vragen bij het gebruik van isolerende beglazing
Condensvorming aan de kamerzijde
Bij een lage temperatuur in combinatie met een hoge relatieve luchtvochtigheid in een woning kan het voorkomen dat het aanwezige vocht condenseert op het glasoppervlak. Bij standaard isolatieglas is de kans op condensvorming groter dan bij HR++ isolatieglas. Door een goede ventilatie kan condensvorming voorkomen worden. Bij condensvorming aan de kamerzijde is geen sprake van een productiefout.
Condensvorming aan de buitenzijde
Bij een lage temperatuur en een hoge relatieve luchtvochtigheid kan er condensvorming aan de buitenzijde ontstaan. Dit gebeurt voornamelijk in het voor- en het najaar. Gaat gedurende de dag de temperatuur omhoog, dan verdwijnt de condensvorming. Condensvorming aan de buitenzijde is afhankelijk van de luchtvochtigheid buiten en komt maar beperkt voor: in de lente en zomer nauwelijks en in de herfst en winter vaker. Andere factoren die het probleem verergeren zijn: een lage temperatuur in de binnenruimte, als het glas minder verticaal geplaatst is en als het glas beschut is tegen de wind. Droogwrijven van het glas heeft geen enkele zin. Condensvorming aan de buitenzijde is dus geen fout maar is juist een gevolg van de zeer hoge warmte-isolatie.

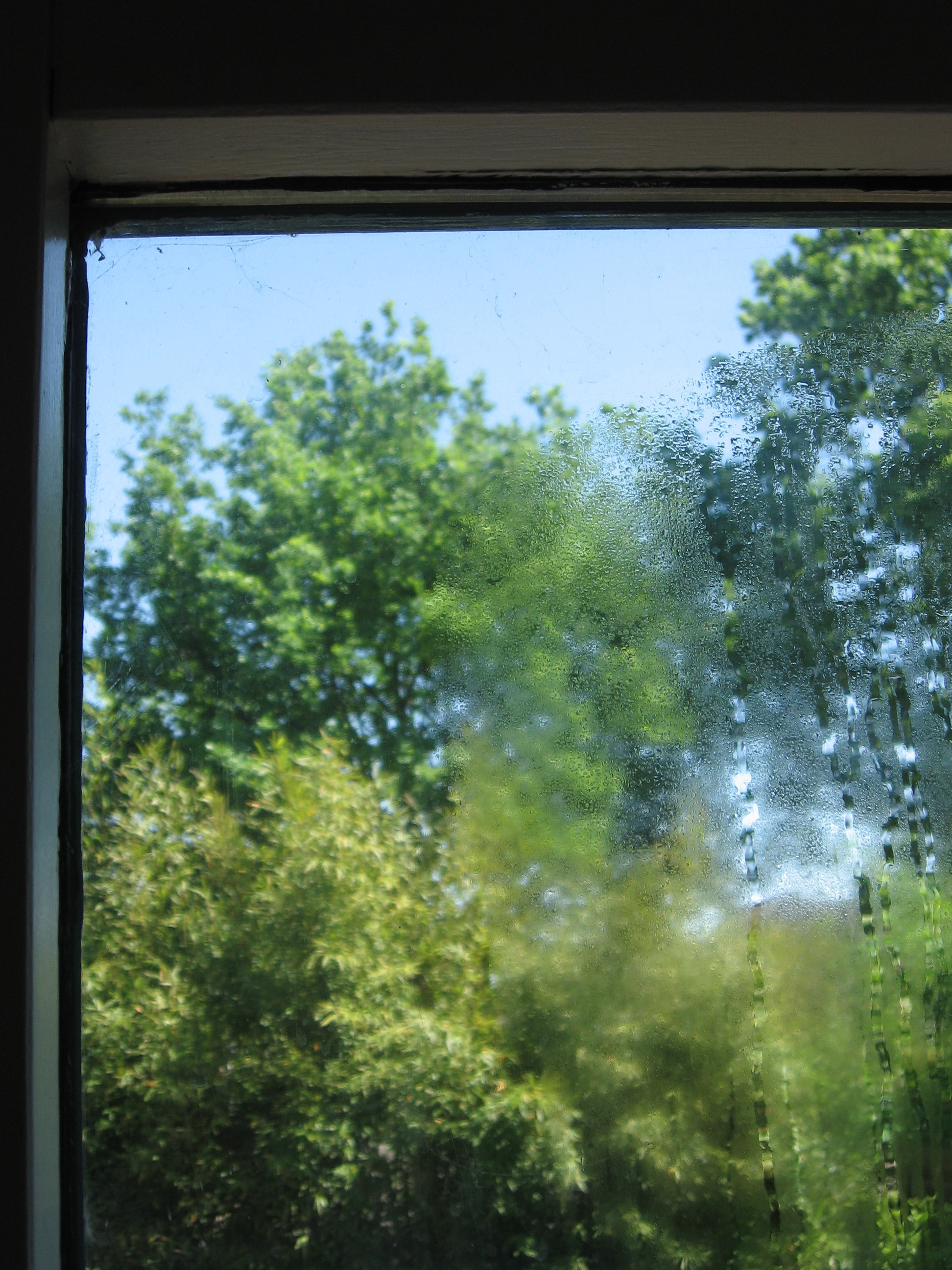
Condensvorming aan de binnenzijde
Als er condensvorming bij isolatieglas aan de binnenzijde van het dubbelglas ontstaat, is de ruit lek. De condens is dan niet te verwijderen. Condensvorming aan de binnenzijde van isolatieglas kan ontstaan door achterstallig onderhoud of door een fabricagefout van de glasfabrikant. Het kan echter ook zijn dat de dubbele ruit aan het einde van zijn levensduur is (gemiddeld na 25-30 jaar)
Kleurvlekken (interferentie)
Als er op (isolatie)glas "olievlekken" ontstaan is er sprake van interferentie. Wanneer er op het glas gedrukt wordt verplaatst de vlek zich. Dit is geen productiefout maar een natuurkundig verschijnsel. Dit wordt bij een bepaalde lichtinval zichtbaar als olieachtige vlekken.
Kleurbeleving van isolatieglas
De kleur van isolatieglas is mede afhankelijk van de dikte die wordt toegepast. Voor grote ruiten worden dikkere glasplaten gebruikt, hierdoor kan er een minimaal kleurverschil mogelijk zijn.
Bij HR++ isolatieglas kan er tussen de producten van verschillende fabrikanten kleurverschil zitten. Dit komt door de verschillende coatings die worden toegepast. Bij breuk of vervanging van een ruit kan het beste HR++ isolatieglas van dezelfde fabrikant worden toegepast, hierdoor is de kans op kleurverschil klein.
Ontvangst mobiele telefonie
HR-glas, dat binnenin voorzien is van een zeer dunne metaallaag, houdt hoogfrequentstraling tegen. Indien er in een ruimte veel ramen zijn voorzien van HR-glas, dan kan de ontvangst van zenders van mobiele telefoons merkbaar slechter zijn.